# Conservative Political Action Conference

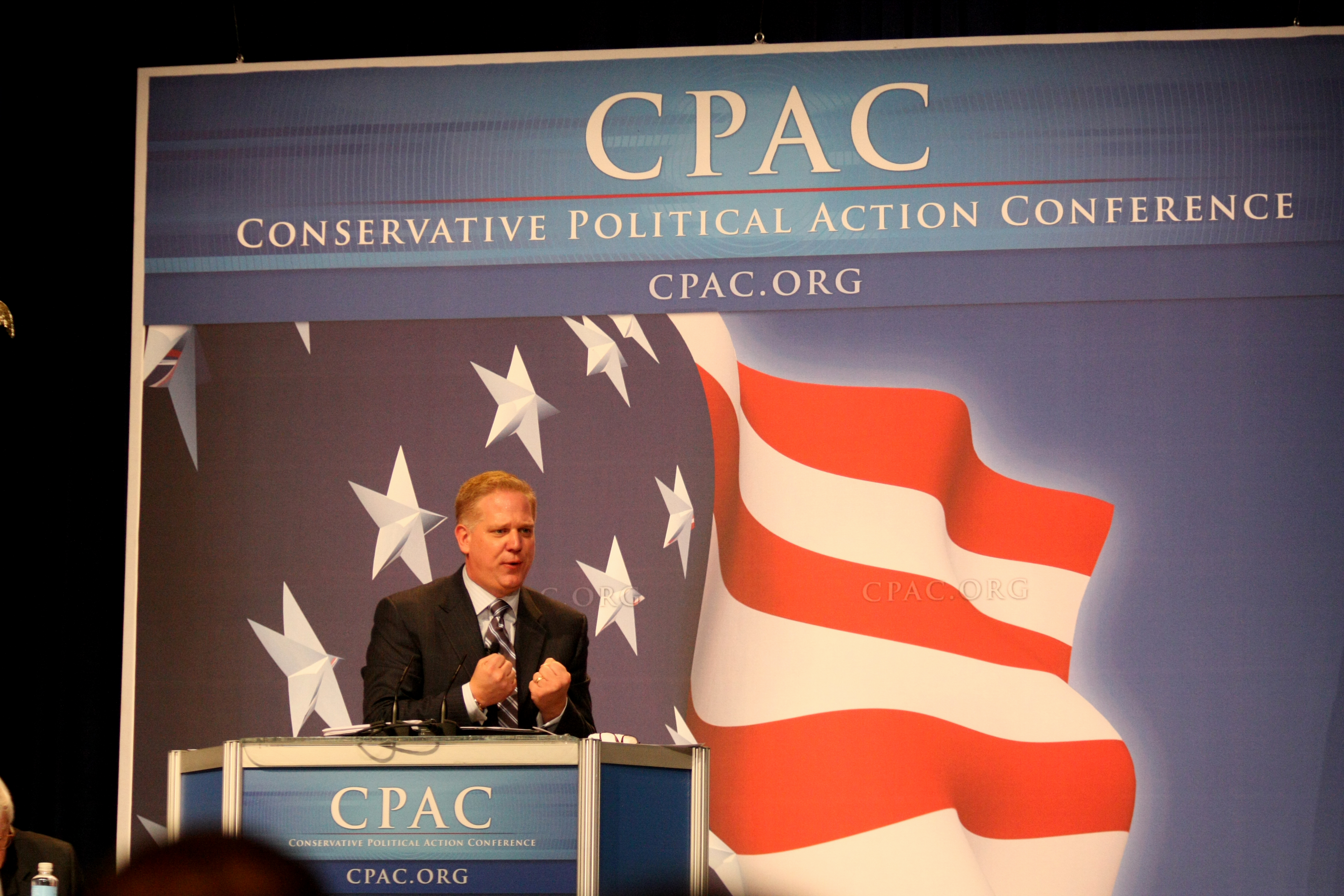
Discurs del personatge de la televisió i de la ràdio Glenn Beck, en la cimera de la CPAC de l'any 2010.

La Conservative Political Action Conference, coneguda també amb l'acrònim (CPAC) és una gran cimera política organitzada per la Unió Conservadora Americana, una organització conservadora dels Estats Units d'Amèrica. Aquesta cimera té lloc cada any a la ciutat de Washington DC. S'hi reuneixen fins a 10.000 participants, i s'hi troben les personalitats més importants dels diferents corrents del moviment conservador nord-americà, tant càrrecs electes, com militants de base, o dirigents d'organitzacions, així com diverses personalitats dels mitjans de comunicació. CPAC organitza igualment una votació no formal del personatge més representatiu del moviment, que es sol considerar com un baròmetre per escollir al candidat republicà a les eleccions presidencials nord-americanes. Diversos premis son entregats, un d'ells és el premi Ronald Reagan Award, un altre és el Jeane Kirkpatrick Academic Freedom Award, el Defender of the Constitution Award, el Charlton Heston Courage Under Fire Award, o fins i tot el Blogger of the Year Award.